# Clifford Berry
Clifford Edward Berry (* 19. April 1918 in Gladbrook, Iowa; † 30. Oktober 1963) war ein US-amerikanischer Computerpionier. Er unterstützte John Atanasoff bei der Entwicklung des ersten elektronischen, digitalen Rechners, des Atanasoff-Berry-Computers.

## Leben
Berry studierte Elektrotechnik an der Iowa State University. 1939 erhielt er den Bachelor für diese Fachrichtung. Im Anschluss nahm er ein postgraduales Studium in Physik auf, das er 1941 als Master abschloss.
Im Frühjahr 1939 Jahr begann er Atanasoff bei dessen Rechenmaschinenprojekt, das zum Atanoff-Berry-Computer führte, zu unterstützen. Im Dezember 1939 konnte ein erster Prototyp vorgestellt werden. Das Projekt erhielt daraufhin den Auftrag, eine
vollständige Rechenmaschine für die Lösung von Gleichungssystemen zu entwickeln.
Mit Beginn des Zweiten Weltkriegs wurde die Arbeit an der Rechenmaschine eingestellt.
Am 30. Mai 1942 heiratete Berry Martha Jean Reed, eine Sekretärin von Atanasoff. Aus der Ehe gingen zwei Kinder hervor.
Nach der Hochzeit nahm Berry eine Anstellung bei der Consolidated Engineering Corporation in Pasadena (Kalifornien) an. Eine Ausnahmegenehmigung ermöglichte ihm die Voraussetzungen für den Abschluss als Ph.D. in Physik am Iowa State College von Pasadena aus zu erfüllen. 1948 erhielt er den Doktortitel für seine Dissertation über The Effects of Initial Energies on Mass Spectra. 1949 wurde er zum leitenden Physiker, 1952 zum stellvertretenden Forschungsleiter und 1959 zum technischen Leiter bei C.E.C. ernannt.
Im Oktober 1963 wechselte er als Entwicklungsleiter zur Vacuum-Electronics Corporation nach Plainview (New York).